# Dettingen an der Erms
Dettingen an der Erms è un comune tedesco di 9 287 abitanti, situato nel land del Baden-Württemberg.